# Geraldo di Losanna
Geraldo di Losanna (anche Geroldo, o Gerardo di Fiandra; in originale Gerald de Lausanne, o anche Gerond o Giraud; ... – 7 settembre (o 5 dicembre) 1239) fu Patriarca latino di Gerusalemme dal 1225 alla morte.
Era abate di Cluny, poi divenne vescovo di Valenza nel 1220. Papa Onorio III lo scelse per il patriarcato di Gerusalemme nel maggio 1225.
Nel 1227 portò dalla Francia un manipolo di uomini in soccorso della Terra santa. Nel 1228, vedendo che ben quarantamila crociati erano tornati indietro per mancanza di occupazioni ed altri erano disposti a seguirli, si accordò con gli altri prelati, con tre gran maestri e i laici di rompere la tregua che era all'origine della diserzione. Nel settembre 1228, incontrò l'imperatore Federico II alla testa del clero e del popolo, e si rifiutò di incoronarlo re di Gerusalemme perché era stato scomunicato da papa Gregorio IX. Scrisse a questo pontefice nel 1229 per lamentarsi del trattato concluso tra Federico e il sultano; ne fu così sdegnato che interdisse Gerusalemme, nonostante fosse in mani cristiane, e trasferì la sua sede patriarcale a San Giovanni d'Acri. Morì il 7 settembre o il 5 dicembre 1239.